# 中華民國—科威特關係
中華民國與科威特國於1963—1971年有官方外交關係，斷交後，中華民國於科威特市設有具大使館功能的代表機構。

## 政治

### 外交

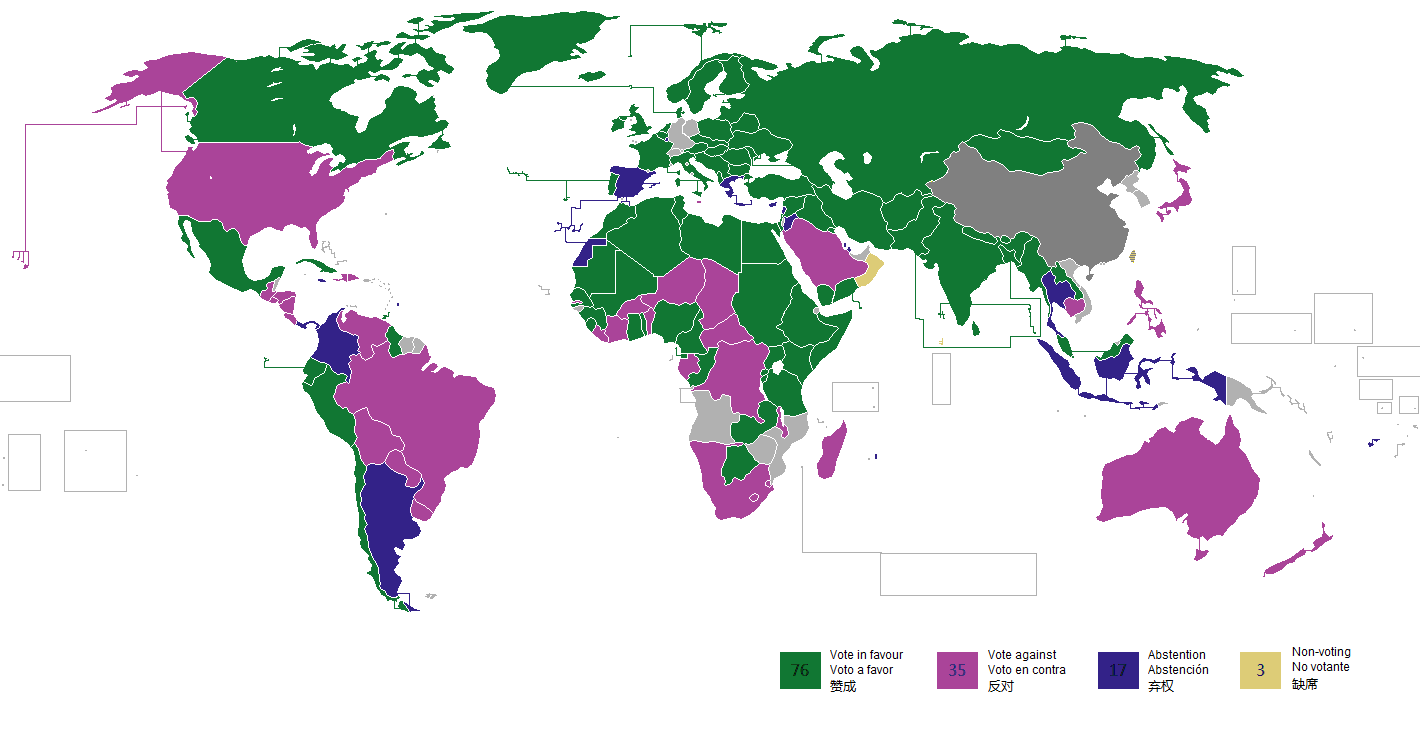
綠色國家表示在1971年的投票中反對中華民國續留聯合國，即《聯合國大會2758號決議》，其中包括科威特。

1963年11月21日，兩國建立大使級外交關係。12月27日，於首都科威特市設立中華民國駐科威特國大使館，並派駐大使。科威特則未設立大使館、派駐大使。
1971年3月22日，科威特與中华人民共和国建交。3月29日，中華民國與科威特斷交。3月30日，關閉大使館。

### 代表機構
1986年4月23日，在科威特設立具大使館功能的中華民國駐科威特商務辦事處（Commercial Office of the Republic of China in the State of Kuwait）。1996年8月26日，該機構更名為駐科威特王國臺北商務代表處（Taipei Commercial Representative Office in the State of Kuwait）。

#### 事件
1990年8月，伊拉克佔領科威特後，中華民國在該國的駐科威特商務辦事處、中國石油公司、中華民國對外貿易發展協會、中華工程公司，其員工及眷屬與僑民共143人，撤離科威特並抵達約旦，由中華民國政府派遣專機接運抵臺。至伊拉克撤軍後，於1991年3月27日恢復辦事處運作。

## 經濟

### 貿易
近年中華民國積極推動與科威特的經貿關係，主要以參展團、貿易訪問團，以及線上表發會與洽談會等方式推動。
| 年分 | 貿易總額      | 貿易總額 | 貿易總額 | 出口至科威特 | 出口至科威特 | 出口至科威特 | 自科威特進口  | 自科威特進口 | 自科威特進口 | 順逆差 |
| 年分 | 金額          | 年增減   | 排名     | 金額         | 年增減       | 排名         | 金額          | 年增減       | 排名         | 順逆差 |
| ---- | ------------- | -------- | -------- | ------------ | ------------ | ------------ | ------------- | ------------ | ------------ | ------ |
| 2017 | 3,713,255,822 | ▲20.1%   | 24       | 138,621,973  | ▼16.5%       | 59           | 3,574,633,849 | ▲22.1%       | 14           | 逆差▲  |
| 2018 | 5,266,892,710 | ▲41.8%   | 21       | 146,299,427  | ▲5.5%        | 61           | 5,120,593,283 | ▲43.2%       | 11           | 逆差▲  |
| 2019 | 4,469,990,392 | ▼15.1%   | 21       | 156,516,561  | ▲7.0%        | 56           | 4,313,473,831 | ▼15.8%       | 14           | 逆差▼  |
| 2020 | 2,650,977,001 | ▼40.7%   | 27       | 123,916,597  | ▼20.8%       | 57           | 2,527,060,404 | ▼41.4%       | 19           | 逆差▼  |
| 2021 | 4,683,930,181 | ▲76.7%   | 25       | 131,483,681  | ▲6.1%        | 64           | 4,552,446,500 | ▲80.1%       | 17           | 逆差▲  |
| 2022 | 7,115,474,717 | ▲51.9%   | 19       | 148,877,022  | ▲13.2%       | 63           | 6,966,597,695 | ▲53.0%       | 14           | 逆差▲  |
| 2023 | 4,873,961,661 | ▼31.5%   | 24       | 157,628,526  | ▲5.9%        | 61           | 4,716,333,135 | ▼32.3%       | 15           | 逆差▼  |
| 2024 | 3,462,103,670 | ▼29.0%   | 27       | 132,624,266  | ▼15.9%       | 62           | 3,329,479,404 | ▼29.4%       | 20           | 逆差▼  |

2023年的兩國貿易項目如下：
出口至科威特的前10大項目為：小客車與其他主要設計供載客之機動車輛；機動車輛所用之零件與附件；不鏽鋼扁軋製品；其他塑料製品與特定材料制成品；絕緣電線、電纜與其他絕緣電導體；苯乙烯之聚合物；自行車或機動車輛用之電氣照明或信號設備；鋼鐵製螺釘、螺栓、螺帽、螺旋鈎、車用螺釘、鉚釘、橫梢、開口梢、墊圈與類似製品；冷凍魚；新橡膠氣胎等。
自科威特進口的前10大項目為：石油原油與自瀝青質礦物提出之原油；石油與提自瀝青礦物之油類（原油除外）、以石油或瀝青質礦物為基本成份之未列名製品、廢油；環烴；石油氣與其他氣態碳氫化合物；乙烯之聚合物；非環醇及其鹵化、磺化、硝化或亞硝化衍生物；反應起始劑、反應促進劑與觸媒；铌、钽、钼、钒或锆礦石及其精砂；玻璃纤维及其製品；氢、稀有气体與其他非金属元素等。
科威特石油出口以需求量大的亞太市場為主，主要出口市場有韓國、中國大陸、日本、臺灣。石化產品亦為臺灣自科威特進口的主要項目，與石油合計進口金額占比超過90%；臺灣出口至科威特除汽車與其零配件、鋼鐵為多數外，石化產品亦為重要項目。臺灣輪胎業者如正新輪胎、建大輪胎、南港輪胎、飛德勒輪胎（FEDERAL）等在科威特有代理商。中華汽車的「菱利」（Varyca）輕型商用車，由Al-Mulla Group引入科威特銷售。

### 投資
根據中華民國經濟部投資審議司統計，截至2022年，科威特赴臺灣總投資金額約25.9萬美元，計有2件；臺商在科威特無任何直接投資，亦無臺灣的金融機構。
在科威特原有1家臺商經營的餐廳，但已於2019年轉讓予當地人。

### 合作
台灣中油公司與台塑石油公司分別向科威特石油公司（KPC）建立長期合作機制，每日向科威特購買原油約20萬桶。2002年，科威特石油公司執行長（王儲兼首相之女）夏荷（SHAIKHA Saad Al-Sabah）抵台訪問。
2014年，中鼎工程積極搶進科威特第4煉油廠興建計畫，並與國際大型公司聯手合作，共同參與科威特的營建工程。
臺商亞通利大能源公司（ATE Energy）於2018年取得位於Al-Zour的天然气進口接收站興建計畫中的取、排海管安裝工程分包案，工程金額1,250萬美元，已於2019年第4季完工。

### 會展
2010年10月，在科威特舉辦首屆「臺灣精品展」。
2018年2月，科威特舉辦「Kuwait Expo」展覽活動，中華民國對外貿易發展協會（外貿協會）首次籌組參展團，外貿協會亦不定期赴中东地區包括科威特，辦理貿易洽談會等拓銷活動。

## 交流

### 教育
科威特大學語言中心自1988年起每年提供台灣學生全額獎學金赴該國研習阿拉伯文。
1998年1月，科威特教育部助理次長胡梅第抵台訪問，除會見政府官員，並獲頒中華民國教育部文化獎章。
2016年1月7日，科威特「學歷認證暨教育品質保證局」（National Bureau for Accreditation and Education Quality Assurance）承認臺灣、清華、交通、成功、陽明、中央、政治等七所國立大學學歷。

### 科技
資訊工業策進會（資策會）與科威特中央科學研究院有長期合作關係，雙方就科技發展進行交流與合作開發。

## 簽證

持中華民國護照的中華民國國民簽證要求分布圖：入境科威特需要簽證。

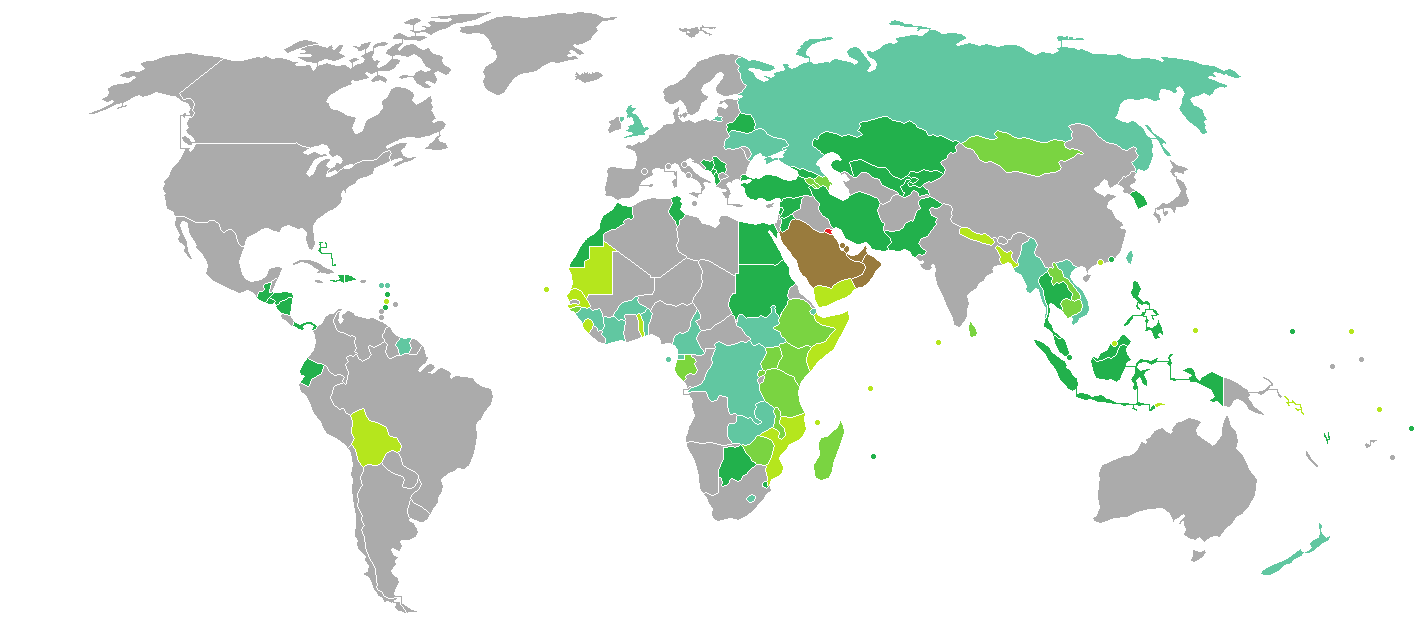
持科威特護照的科威特人口簽證要求分布圖：入境中華民國可以電子簽證。

兩國國民皆須申請簽證方可入境對方國家。科威特目前未開放觀光簽證，持有中華民國護照的中華民國國民以經商洽公為目的，須備有該國的阿拉伯文證明函，並由擔保人或4星級以上飯店向科威特內政部境管暨居留署申請簽證。若短期訪問，亦須透過4星級以上飯店申辦，停留最多30天。經科威特轉機，不需申辦過境簽證。
持科威特護照的科威特國民則可以電子簽證入境中華民國，停留最多30天並不得延期。

## 交通

### 航空

#### 客運
兩國無直航班機，可經由（不計航點遠近，截至2023年6月18日）：
- 臺北→廣州、西安[註 2]（*季節性飛科威特）、馬尼拉、吉隆坡、曼谷、德里、杜拜、伊斯坦堡、倫敦、巴黎、羅馬、米蘭、慕尼黑、法蘭克福、阿姆斯特丹、維也納*、布拉格*（2023年7月18日開航臺北）、紐約，再轉機前往科威特國際機場。
- 台中→廣州→科威特。
- 高雄→廣州、馬尼拉、吉隆坡、曼谷→科威特。

## 外部連結
- 中華民國外交部－科威特簡介 （页面存档备份，存于）
- 駐科威特王國台北商務代表處（Facebook、Twitter）
- 外交部領事事務局－國外旅遊警示分級表
- 中華民國衛生福利部－國際旅遊疫情建議等級
- 中華民國國際經濟合作協會 （页面存档备份，存于）